# فرپیکلو
فرپیکلو (به آرپیتان: Fèrpicllo، به فرانسوی: Ferpicloz) یک شهر و شهرداری است که در بخش سرین کانتون فریبورگ در کشور سوئیس واقع شده است. این شهر برای نخستین بار در سال ۱۲۷۰ با نام فرپکلس در نقشه‌ها ثبت شده است. تا قرن بیستم استفاده از نام آلمانی پیشلن برای ناميدن این شهر رایج بود ولی در آن زمان استفاده از نام آلمانی توسط دولت محلی کانتون فریبورگ ممنوع اعلام شد و درحال حاضر فقط استفاده از نام فرانسوی، رسمی است. جمعیت فرپیکلو در پایان سال ۲۰۱۸ بالغ بر ۲۷۳ نفر بوده است.